# Programa de Erfurt

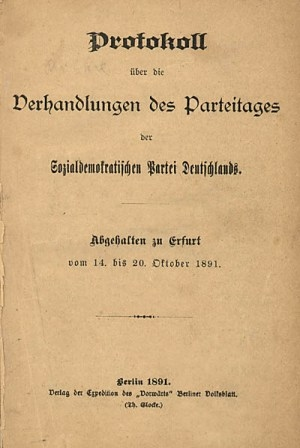
Portada del Programa de Erfurt (1891).

El Programa de Erfurt (en alemán: Erfurter Programm) fue el programa político adoptado por el Partido Socialdemócrata de Alemania (SPD) durante el congreso celebrado en Erfurt en 1891. Este documento, elaborado bajo el liderazgo político de Eduard Bernstein, August Bebel y Karl Kautsky, sustituyendo al anterior Programa de Gotha.

## Antecedente
A pesar de la debilidad de los lassalleanos, los marxistas cedieron en cuestiones teóricas y políticas claves. Esto provocó que Karl Marx y Friedrich Engels declararan, públicamente, que no podían adherir a ese programa.

"[En] caso de ser aprobado, Marx y yo jamás podríamos militar en el nuevo partido erigido sobre esta base y tendríamos que meditar muy seriamente qué actitud habríamos de adoptar frente a él, incluso públicamente. [...] En general, importan menos los programas oficiales de los partidos que sus actos. Pero un nuevo programa es siempre, a pesar de todo, una bandera que se levanta públicamente y por la cual los de fuera juzgan al partido. No debería, por tanto, en modo alguno, representar un retroceso como el que representa éste".
F. Engels (18-28 de marzo de 1875): Carta a Auguste Bebel.

De aquí surgió la conocida Crítica del Programa de Gotha de Marx.

## El programa
En 1890 el Congreso reunido en Halle decidió que debía redactarse un nuevo programa para reemplazar al programa de Gotha. El programa aprobado en el Congreso del Partido Socialdemócrata Alemán que se celebró en Érfurt del 14 al 21 de octubre de 1891. Fueron eliminados del programa los elementos lassalleanos reformistas.
Los primeros borradores fueron escritos por Wilhelm Liebknecht y August Bebel. Otro borrador del programa, escrito por Kautsky bajo la supervisión Engels. La primera parte del texto, aquella más teórica y de marco histórico, fue redactada por Kautsky, mientras la más práctica sobre los objetivos del partido fue escrita por Bernstein.
En la primera parte se reafirmaba la inevitabilidad de la revolución socialista, en cuanto el capitalismo tendía a agravar cada vez más los conflictos sociales y por ello creaba por sí mismo las condiciones para su propia caída. El programa declaraba por tanto inminente la muerte del capitalismo y afirmaba la «necesidad histórica» de la propiedad socialista de los medios de producción.
En la segunda parte se aclaraba que el partido pretendía alcanzar estos objetivos a través de la participación política legal en lugar de a través de la actividad revolucionaria. Como el capitalismo, por su propia naturaleza, estaba a punto de colapsar, el objetivo inmediato de los socialistas era mejorar las condiciones de vida de los trabajadores más que la revolución, que era inevitable.

## Difusión y críticas
En 1891 Engels escribió la "Contribución a la crítica del proyecto de programa socialdemócrata de 1891" (publicada póstumamente en 1901 en la Die Neue Zeit) al primer borrador del programa. En ella critica el programa por "la ausencia de la tesis sobre la dictadura del proletariado como instrumento de transformación socialista de la sociedad". Engels también define a la sociedad socialista como una "república democrática" y "forma específica de la dictadura del proletariado" donde "concentración de todo el poder político en manos de la representación del pueblo".

Las críticas de Engels se tuvieron en cuenta en el borrador del programa que a la revista Vorwärts. "El proyecto no contenía ninguna mención a la conquista del poder político por el proletariado, a la república democrática, a la remodelación del sistema político alemán o a la necesidad de combatir los vestigios del feudalismo y el absolutismo". En general, Engels dijo que en Erfurt "las cosas fueron muy bien” y aprobó el nuevo programa, donde el partido "se disoció ideológicamente de las opiniones de Lassalle".
En 1892 Kautsky escribió un comentario oficial del partido al Programa de Erfurt, que se titulaba «La lucha de clases». La versión divulgativa del marxismo contenida en las obras de Kautsky y Bebel fue muy difundida y leída en Europa entre finales del siglo XIX y 1914, más que las obras del propio Karl Marx. En particular, «La lucha de clases» fue traducida a dieciséis lenguas hasta 1914 y fue considerada por los partidos socialistas adheridos a la Segunda Internacional como el nuevo Manifiesto.
Este texto llevó a definir como ortodoxa la teoría marxista elaborada en las décadas anteriores a 1917, cuando la Revolución de Octubre produjo una profunda ruptura en el movimiento socialista internacional. Tras la Revolución, el marxismo expuesto en «La lucha de clases» fue considerada por los marxistas revolucionarios como una versión simplificada, y contaminada de positivismo, del marxismo, siendo por ello llamada marxismo vulgar o marxismo de la Segunda Internacional. 
Por su parte, Lenin le dedica un apartado especial a la crítica al programa de Erfurt en El Estado y la revolución. Allí retoma las palabras de Engels cuando critica: “Este olvido de las grandes, de las principales consideraciones en aras de los intereses momentáneos del día, esa lucha y ese esfuerzo por lograr éxitos pasajeros sin pensar en las consecuencias posteriores, ese sacrificio del futuro del movimiento en aras de su presente podrán obedecer a motivos ‘honrados’, pero es y seguirá siendo oportunismo, y el oportunismo ‘honrado’ es quizá el más peligroso de todos”.
Por su parte, Rosa Luxemburgo, extraerá como una de las grandes conclusiones de su experiencia revolucionaria la necesidad de romper con el “principio rector” del programa de Erfurt de la división entre programa “mínimo” y “máximo”.